# Borbone di Francia

Grande stemma dei Borbone, re di Francia

I Borbone di Francia sono il ramo della casata dei Borbone che salì al trono di Francia nel 1589 con Enrico III, re di Navarra, divenuto poi Enrico IV di Francia. La casata principale si è estinta (in linea maschile) nel 1883.
L'estinzione della dinastia dei Valois, compresi i rami derivati degli Orléans e Angoulême, con il loro ultimo esponente Enrico III, pose il problema della successione al trono francese. Risalendo lungo l'albero genealogico dei Valois, si giunge fino a Luigi IX, il Santo (1214-1270), il cui figlio cadetto, Roberto, conte di Clermont (1256-1317), aveva dato origine a una dinastia collaterale: quella dei Borbone. Roberto aveva infatti sposato Beatrice di Borgogna-Borbone, figlia di Giovanni di Borbone, il quale, non avendo avuto figli maschi, aveva lasciato il patrimonio e il nome della casata alla figlia. Roberto fu quindi definitivamente riconosciuto signore di Borbone nel 1283.
Col trascorrere degli anni e della generazione da Roberto di Clermont si originarono vari rami collaterali dei Borbone, mentre il ramo primogenito si estingueva nella discendenza maschile con Pietro II di Borbone nel 1503. Alla sua morte erano ancora fiorenti i Borbone-La Marche, i Borbone-Montpensier e i Borbone-Vendôme: apparteneva a questi Carlo IV di Borbone-Vendôme che ereditò titoli e possedimenti alla morte del cugino Carlo III di Borbone, ultimo dei Borbone-Montpensier. Dei figli di Carlo IV il primo, Antonio di Borbone-Vendôme diventerà re di Navarra e l'ultimogenito Luigi I di Borbone-Condé darà avvio al ramo dei Borbone-Condé e al proprio collaterale Borbone-Conti.

## Enrico IV, "il grande Enrico"

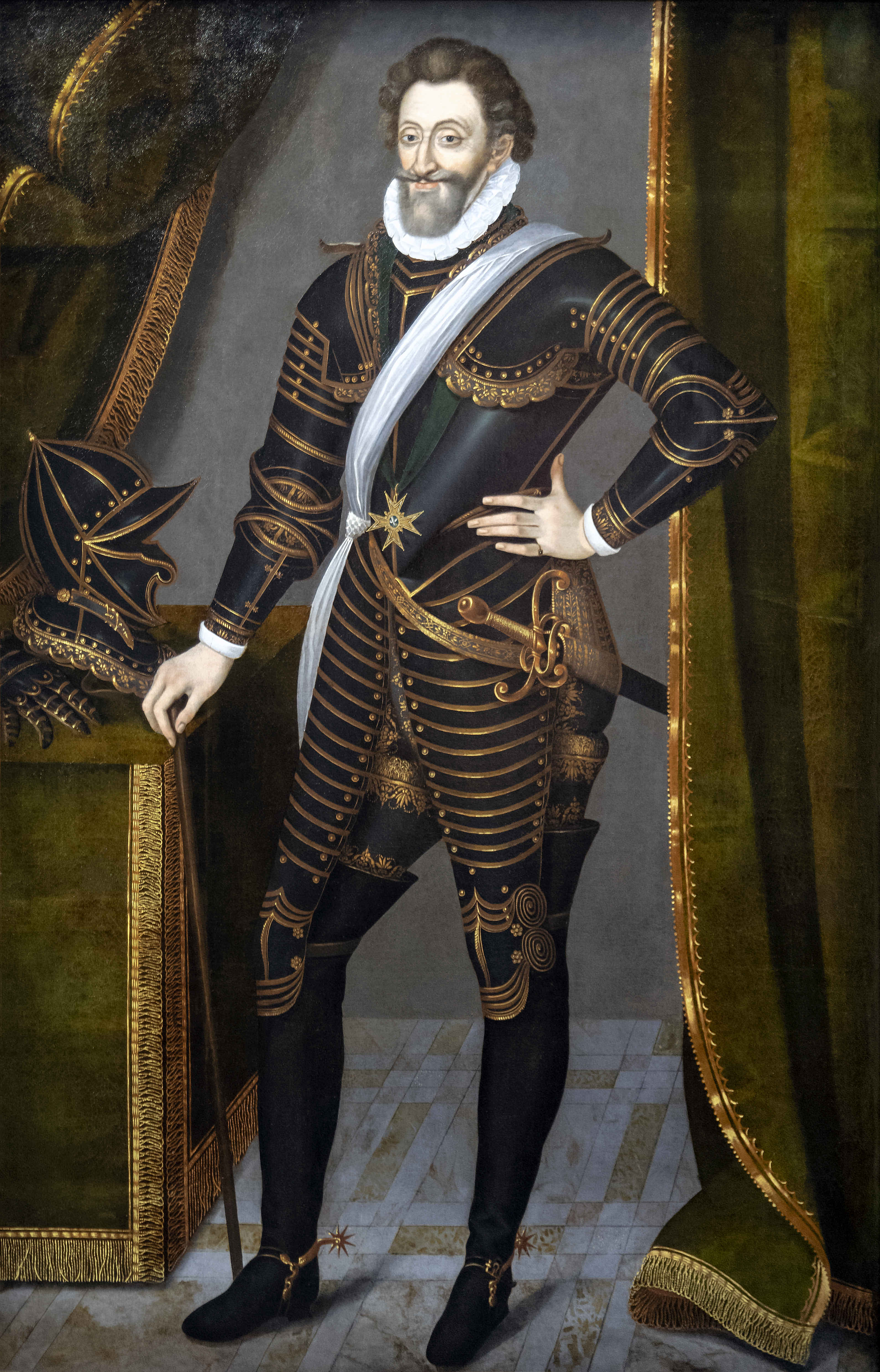
Enrico IV di Francia

Il primo re dei Borbone-Francia fu Enrico IV, nato il 13 dicembre 1553 nel regno di Navarra, figlio di Antonio di Borbone (discendente di nona generazione da San Luigi IX) e di Giovanna III di Navarra, regina di Navarra ma anche nipote di Francesco I di Francia. Battezzato cattolico, fu cresciuto nella fede calvinista e dopo la morte del padre nel 1563, divenne duca di Vendôme con l'ammiraglio Gaspard II de Coligny (1519-1572) come suo tutore. Cinque anni dopo il giovane duca divenne il leader degli ugonotti dopo la morte dello zio il principe di Condé nel 1568.
Enrico salì al trono navarrino nel 1572 come Enrico III alla morte della madre e quello stesso anno Caterina de' Medici, l'influente regina madre di Francia convinse il re suo figlio Carlo IX a dare in sposa la sorella Margherita di Valois al re di Navarra come offerta di pace fra i cattolici e gli ugonotti. Molti di questi si ritrovarono a Parigi per le nozze, il 24 agosto 1572, pronti anche a uccidere i principali membri della famiglia reale e trasformare la Francia in uno Stato calvinista con a capo il Coligny: la reazione della Corte diede il via al massacro noto come la notte di San Bartolomeo: Enrico di Navarra si salvò a stento, solo accettando di convertirsi al cattolicesimo, per poi ritornare calvinista tre anni dopo, non appena riuscì a fuggire da Parigi.
Il periodo tra il 1576 e il 1584 fu relativamente calmo in Francia, mentre gli ugonotti consolidavano il controllo di gran parte del sud del regno con rare interferenza da parte della Corona. La guerra civile riprese nel 1584, quando l'erede al trono Francesco di Valois, duca d'Alecon e poi d'Angiò, fratello minore del re Enrico III di Francia (fratello del defunto Carlo IX), morì, lasciando come parente maschio più prossimo in linea di discendenza maschile proprio Enrico di Navarra, protestante. Cominciò così la Guerra dei tre Enrichi, Enrico di Navarra, Enrico III di Francia ed Enrico di Guisa, capo della fazione cattolica e filo spagnola e aspirante al trono. Il Guisa venne ucciso nel Natale 1588 da Enrico III, che accondiscese ad accettare Enrico di Navarra come erede: poco prima di dare l'assalto a Parigi, roccaforte del partito cattolico, Enrico III venne ucciso il 31 luglio 1589, ultimo della Dinastia Valois-Angoulême, ed Enrico di Navarra si proclamò sovrano come Enrico IV di Francia.
I cattolici si organizzarono nella Lega Cattolica, si rifiutarono di riconoscere un monarca protestante e per questo designarono come sovrano lo zio paterno di Enrico, il cardinale Carlo di Borbone-Vendôme, anziano e già prigioniero del nipote, che portò il titolo fittizio di Carlo X. La guerra civile continuò fino a quando Enrico non ottenne una vittoria cruciale a Ivry il 14 marzo 1590: lo zio cardinale morì lo stesso anno e le forze della Lega si ritrovarono senza un candidato accettabile, dividendosi in varie fazioni. In ogni caso come protestante Enrico IV non poteva sottomettere Parigi, baluardo cattolico, o sconfiggere i suoi nemici, appoggiati dalla Spagna e dall'Impero. Per questo scelse di riconvertirsi al cattolicesimo nel 1593, osservando che "Parigi val bene una messa", venendo poi incoronato nella cattedrale di Chartres il 27 febbraio 1594.
Enrico IV promulgò l'Editto di Nantes il 13 aprile 1598, stabilente il cattolicesimo come religione ufficiale dello Stato, ma assicurante al contempo uguali diritti agli ugonotti: questo sancì la fine della guerra civile e lo stesso anno la Pace di Vervins concluse la guerra con la Spagna, stabilì il confine franco-spagnolo e ratificò il riconoscimento da parte di Filippo II di Spagna di Enrico IV come sovrano francese.
Aiutato abilmente da Massimiliano di Béthune, duca di Sully, il sovrano diede l'avvio a una serie di riforme e azioni volte a far superare alla Francia i bui anni della guerra civile: fu ridotta l'imposta fondiaria conosciuta come taille, furono promosse e incrementate l'agricoltura, i lavori pubblici, la costruzione di strade e venne scavato il primo canale francese, si diede l'avvio a importanti industrie come quella degli arazzi gobelin. In politica estera Enrico intervenne in favore dei ducati protestanti lungo la frontiera orientale, così da avere pace anche in quella direzione, ma questo fu alla base del suo assassinio.
Detto anche il Re galante Enrico IV ebbe svariati figli illegittimi, uno dei quali, il duca Cesare di Borbone-Vendôme diede origine a un ramo collaterale della famiglia estintosi all'inizio del XVIII secolo.

## Luigi XIII, "il Re Giusto"

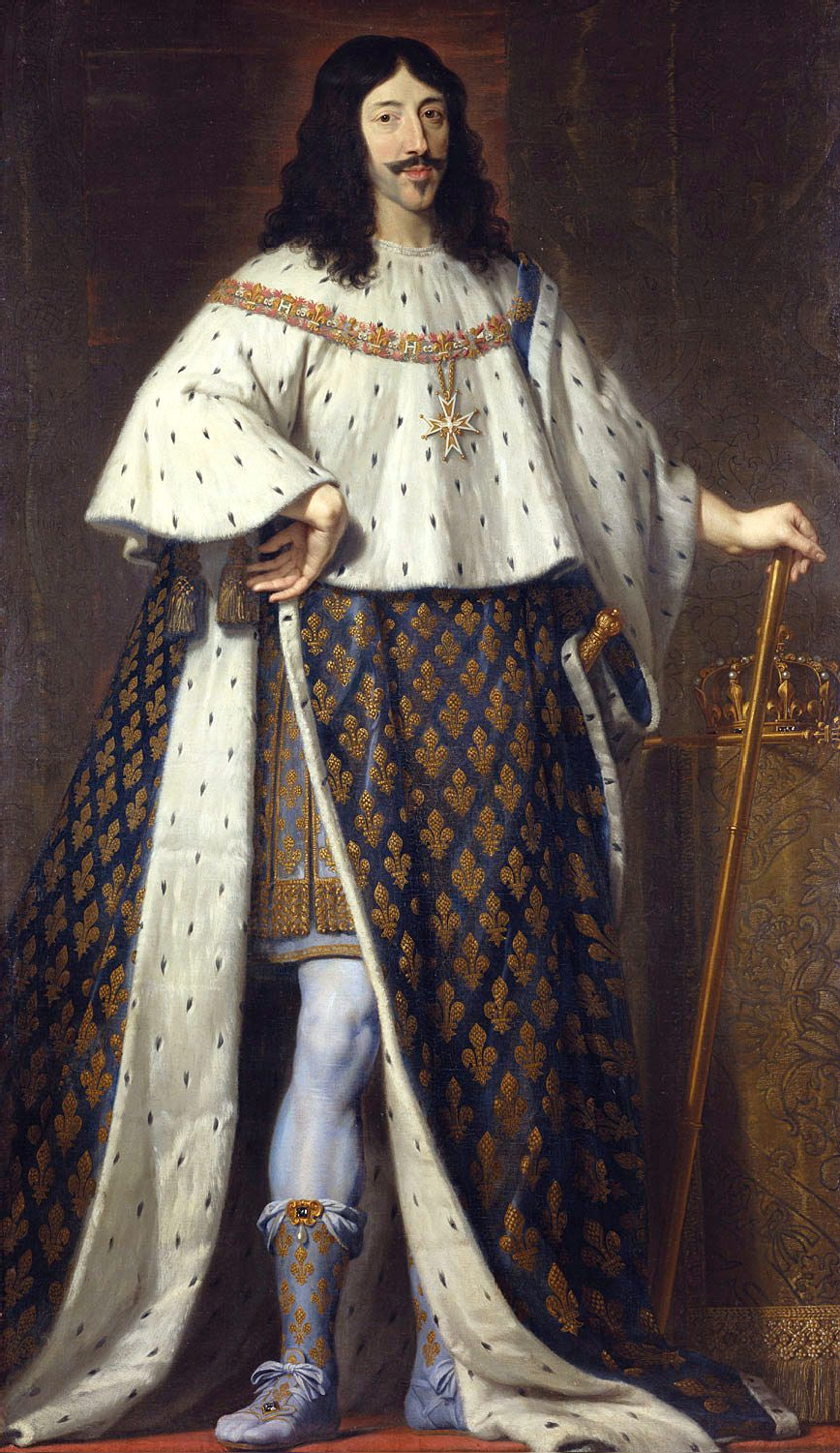
Luigi XIII di Francia in un dipinto di Philippe de Champaigne, Royal Collection

Il matrimonio di Enrico con Margherita era rimasto sterile ed era stato annullato nel 1599, in modo che egli potesse risposarsi: la seconda moglie fu Maria de' Medici, nipote del granduca Ferdinando I de' Medici. Nel 1601 nacque il primo figlio della coppia, Luigi, che quando il padre venne assassinato il 14 maggio 1610 salì al trono come Luigi XIII di Francia. Spesso malato, fu un sovrano debole, il cui regno fu realmente governato prima dalla madre e in seguito dal primo ministro. Dapprima Maria de' Medici, reggente per il figlio minorenne, promosse una politica filo-spagnola e per sbrigare i problemi finanziari dello Stato fece indire gli Stati generali nel 1614, che si sarebbero in seguito riuniti solo nel 1789 alla vigilia della Rivoluzione francese. L'anno successivo Maria organizzò le nozze del re con Anna d'Austria, figlia di Filippo III di Spagna.
Nel 1617 tuttavia Luigi XIII cospirò con Charles d'Albert, duca di Luynes per affrancarsi dall'influenza materna, cominciando con l'omicidio del favorito della regina madre, Concino Concini, assassinato il 26 aprile di quell'anno. Dopo alcuni confusi anni in cui svariati ma deboli favoriti ebbero in mano il potere, il re creò il cardinale Armand-Jean du Plessis de Richelieu, già protetto di Maria de' Medici, primo ministro di Francia nel 1624, carica che avrebbe ricoperto per i seguenti diciotto anni.
Richelieu portò avanti una politica anti-asburgica e fece addirittura sposare la sorella di Luigi XIII, Enrichetta, al sovrano anglicano Carlo I d'Inghilterra, l'11 maggio 1625: la sua propaganda pro-cattolica oltre-Manica fu uno dei fattori scatenanti della Guerra civile inglese. Richelieu, ambizioso, dispotico e desideroso di gloria per la Francia quanto per sé stesso, pose le basi per quella monarchia assoluta che sarebbe durata in Francia fino alla Rivoluzione. Cercò una posizione di primo piano per la Francia in Europa e la volle unificare sotto l'egida della monarchia: creò la figura dell'intendente, funzionari non-nobili, i cui poteri arbitrari erano assegnati (ma anche revocati) dalla monarchia e privò i nobili di molte funzioni e privilegi.
Benché questo richiedesse una serie di campagne militari interne, Richelieu smantellò le città ugonotte fortificate che Enrico IV aveva permesso sorgessero in Francia. Coinvolse poi il regno nella Guerra dei Trent'anni (1618-1648) contro gli stati cattolici guidati dagli Asburgo e alleandosi con stati protestanti, in particolar modo la Svezia nel 1631 e nel 1635. Morì nel 1642, prima della fine del conflitto, lasciando al sovrano come eredità il suo favorito, il cardinale Giulio Mazzarino, che gli succedette nella carica di primo ministro. Luigi XIII gli sopravvisse appena un anno, morendo ancora giovane nel 1643.
Dal matrimonio senza amore né passione con Anna d'Austria, Luigi XIII ebbe solo due figli maschi. Il primogenito Luigi Adeodato gli succedette sul trono, ancora bambino; dal secondogenito Filippo I d'Orléans ha avuto origine il ramo dei Borbone-Orléans, l'unico ancora esistente e di cui dal XIX sec. fanno parte i pretendenti al trono francese.

## Luigi XIV, "il Re Sole"

Ritratto di Luigi XIV con gli abiti dell'incoronazione Hyacinte Rigaud (1701), Parigi, Museo del Louvre

Quando Luigi XIV succedette al padre aveva solo quattro anni: sua madre Anna fu nominata reggente e, coadiuvata dal Primo Ministro Cardinal Mazarino, portò avanti la politica di Richelieu, concludendo da vincitori la Guerra dei Trent'Anni nel 1648 e sconfiggendo, dopo una serie di guerre civili conosciute come Fronda, la nobiltà intenzionata a rialzare la testa. La guerra con la Spagna proseguì fino al 1659: in quell'anno il Trattato dei Pirenei sancì la sostituzione della Spagna con la Francia come potenza egemone europea. Tra gli accordi ci furono le nozze di Luigi XIV con l'infanta Maria Teresa, figlia di Filippo IV di Spagna e della sua prima moglie Elisabetta, sorella di Luigi XIII. Sposatisi nel 1660 ebbero il primo figlio Luigi l'anno seguente: Mazarino morì il 9 marzo 1661 e la previsione per cui il re avrebbe nominato un nuovo primo ministro, com'era tradizione, fu vanificata poiché il sovrano sorprese il paese annunciando avrebbe governato da solo
Luigi cercò la gloria per sé e per la Francia ingaggiando guerra con tutti i suoi vicini, combattendo tre guerre diverse tra il 1667 e il 1697 e guadagnando qualche porzione di territorio, mentre grazie a una riforma dell'erario era in grado di sostenere lo sviluppo di una notevole potenza militare. Maria Teresa morì nel 1683 e l'anno successivo il re sposò Françoise d'Aubigné, marchesa di Maintenon, che ebbe notevole influenza sul marito per quanto riguardava la sfera religiosa: il 18 ottobre 1685 Luigi XIV revocò l'editto di Nantes concesso dal nonno Enrico IV, ponendo fine alla politica di tolleranza religiosa stabilita quasi cento anni prima.
L'ultima guerra intrapresa da Luigi XIV risultò essere tra le più importanti in Europa per le dinastie sovrane. Nel 1700 morì Carlo II di Spagna, ultimo Asburgo di quel ramo della famiglia, senza figli. Il Gran Delfino, il primogenito di Luigi XIV, in quanto figlio della sorella del defunto era il suo parente più prossimo, e Carlo II scelse il secondogenito del nipote, il duca d'Angiò, come proprio erede (poiché in teoria al primogenito sarebbe spettato il trono francese). Gli altri stati, in primis gli Asburgo del ramo principale, impugnarono tale decisione, che avrebbe dato troppo potere alla Francia.
Inizialmente la maggior parte degli altri stati si dimostrarono propensi ad accettare il duca d'Angiò, che prese il nome di Filippo V, ma l'arroganza e alcuni errori grossolani dei francesi presto formarono contro di loro una coalizione formata da inglesi, austriaci, olandesi e savoiardi. La Guerra di Successione Spagnola cominciò nel 1701 e durò dodici anni: alla fine il trono rimase al nipote di Luigi XIV, ma la Spagna perse gran parte dei suoi domini europei a favore dell'Austria, e la Francia era sull'orlo della rovina per i costi sostenuti. Luigi XIV morì il 1º settembre 1715 dopo settantadue anni di regno, tra i più lunghi nella storia europea.

## Luigi XV, "il Beneamato"
Alla morte del Re Sole, gli succedette il bisnipote Luigi, duca d'Angio e secondogenito di Luigi, deceduto ad appena 30 anni nel 1712. Non potendo però il giovane Luigi effettivamente regnare, la reggenza fu affidata a Filippo II d'Orléans, nipote di Luigi XIV in quanto figlio di suo fratello minore Filippo I d'Orléans. 

## Luigi XVI
Alla morte di Luigi XV, gli succedette il nipote Luigi Augusto, allora ventenne. 

## Riepilogo

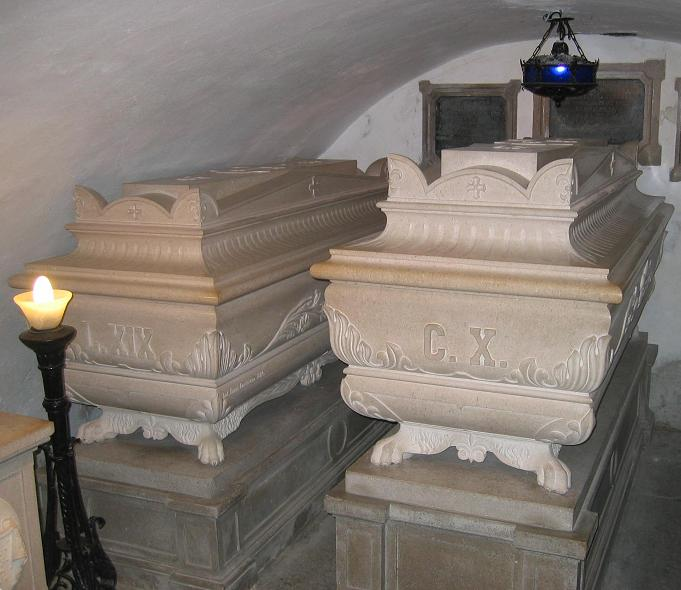
A Gorizia, i sarcofagi di Carlo X e del figlio Luigi Antonio di Borbone-Francia.

I re di Francia della dinastia Borbone sono i seguenti:
- Enrico IV
- Luigi XIII
- Luigi XIV
- Luigi XV
- Luigi XVI
- Luigi XVII
- Luigi XVIII
- Carlo X
- Luigi XIX
- Enrico V

La successione al trono si interruppe tuttavia il 10 agosto 1792, quando Luigi XVI fu arrestato e imprigionato alla Torre del Tempio con la sua famiglia, (verrà giustiziato il 21 gennaio 1793) e venne instaurata la Repubblica, durante la quale l'erede al trono Luigi XVII, che nella lista viene citato per completezza anche se non fu mai re, rimase di fatto in prigionia e morì.
Luigi XVIII salì al trono con la Restaurazione, avvenuta dopo la deposizione di Napoleone Bonaparte, e alla sua morte gli succedette il fratello Carlo. Costretto ad abdicare dopo l'episodio delle Tre Gloriose Giornate, Carlo X lasciò il trono al figlio Luigi Antonio di Borbone-Francia (1775 – 1844) che a sua volta abdicò in favore del nipote Enrico (V) d'Artois, conte di Chambord (1820 – 1883), figlio del fratello Carlo Ferdinando, duca di Berry (1778 – 1820), ma il parlamento francese non accettò le due abdicazioni e pose sul trono il primo principe del sangue Luigi Filippo di Borbone-Orléans con il titolo di re dei francesi. Luigi Filippo apparteneva al ramo Borbone-Orléans, discendente da Filippo I di Borbone-Orléans, figlio cadetto di Luigi XIII di Francia. La decisione del parlamento fu origine di forti dispute fra i monarchici francesi, che si divisero in "legittimisti", sostenitori di Enrico V, e "orleanisti", sostenitori della linea dei Borbone-Orléans e del costituzionalismo liberale. Luigi Filippo regnò fino al 1848, quando fu deposto dalla Rivoluzione del 1848. In seguito, i dissidi tra Enrico V e Orléans si ricomposero e alla morte dell'ultimo Borbone diretto (1883), la maggior parte dei monarchici francesi, legittimisti e orleanisti, riconobbe i diritti del suo naturale erede, Luigi Filippo Alberto d'Orléans, conte di Parigi. Una minoranza non trascurabile di legittimisti, tuttavia, volle ricercare potenziali pretendenti tra i Borbone di Spagna e di Parma.

## Genealogie

### Origini (1256-1589)
```
 
Luigi IX di Francia

 = 
Margherita di Provenza
 (1221-1295)
 │
 ├── 
Filippo III di Francia
 (1245-1285)
 │   │
 │   └── Casa Reale di Francia
 │
 └── 
Roberto
, conte di Clermont (1256-1317)
     = 
Beatrice di Borgogna-Borbone
 (1257-1310)
     │
     ├── 
Luigi
 (1278-1342), duca di Borbone
     │   = Maria di Hainaut 
     │   │
     │   ├── 
Pietro I
 (1311-1356), duca di Borbone
     │   │   = Isabella di Valois (1313-1383)
     │   │   │
     │   │   └── Duchi di Borbone 
     │   │
     │   ├──  Jeanne (1312-1402)
     │   │   = Guigues VII de Forez (1299-1357)
     │   │
     │   ├──  Margherita (1313-1362)
     │   │   = Jean II de Sully (+1343)
     │   │   = Hutin de Vermeilles
     │   │
     │   ├── Maria (1315-1387)
     │   │   = Guy di Lusignano (1315-1343)
     │   │   = 
Roberto di Taranto
 (+1364)
     │   │
     │   ├── Filippo (1316-1233)
     │   │
     │   ├──  Jacques (1318)
     │   │
     │   ├── 
Giacomo
 (1319-1362), conte di 
La Marche

     │   │    = Giovanna di Chatillon
     │   │   │
     │   │   ├── Isabella (1340-1371)
     │   │   │   = Luigi II di Brienne († 1364)
     │   │   │   = Bouchard VII di Vendôme († 1371)
     │   │   │
     │   │   ├── 
Pietro
 (1342-1362), conte di 
La Marche

     │   │   │
     │   │   ├── 
Giovanni
 (1344-1393), conte di La Marche e 
Vendôme

     │   │   │   = Caterina di Vendôme
     │   │   │   │
     │   │   │   ├── 
Giacomo II
 (1370-1438), conte di La Marche
     │   │   │   │   = Béatrice d'Evreux (1392-1414)
     │   │   │   │   │
     │   │   │   │   ├── Isabella (1408-1445)
     │   │   │   │   │
     │   │   │   │   ├──  Maria (1410-1445)
     │   │   │   │   │
     │   │   │   │   └── Eleonora (1412-1464)
     │   │   │   │       = 
Bernardo d'Armagnac
 († 
1462
)
     │   │   │   │
     │   │   │   │    = 
Giovanna II di Napoli
 (1373-1435)
     │   │   │   │
     │   │   │   ├── 
Luigi
 (1376 – 1446), 
conte di Vendôme

     │   │   │   │   = Giovanna di Monfort-Laval
     │   │   │   │   │
     │   │   │   │   ├── 
Giovanni
  (1428–1477), 
conte di Vendôme

     │   │   │   │   │   = 
Isabelle de Beauvau

     │   │   │   │   │   │
     │   │   │   │   │   ├── 
Francesco
, conte di Vendôme
     │   │   │   │   │   │   = Maria di Lussemburgo
     │   │   │   │   │   │   │
     │   │   │   │   │   │   ├── 
Carlo I
 (1489-1537), Duca di Vendôme e di Borbone
     │   │   │   │   │   │   │   = 
Francesca d'Alençon
 (1490-1550)
     │   │   │   │   │   │   │   │ 
     │   │   │   │   │   │   │   ├── Luigi (1514-1516), conte di Marle
     │   │   │   │   │   │   │   │ 
     │   │   │   │   │   │   │   ├── Maria (1515-1538)
     │   │   │   │   │   │   │   │ 
     │   │   │   │   │   │   │   ├── Margherita (1516-1589)
     │   │   │   │   │   │   │   │   = 
Francesco I di Clèves

     │   │   │   │   │   │   │   │ 
     │   │   │   │   │   │   │   ├── 
Antonio
 (1518-1562), duca di Borbone e Vendôme, 
re di Navarra

     │   │   │   │   │   │   │   │   = 
Giovanna III di Navarra
 (1528-1572)
     │   │   │   │   │   │   │   │   │ 
     │   │   │   │   │   │   │   │   └── 
Borbone-Francia

     │   │   │   │   │   │   │   │ 
     │   │   │   │   │   │   │   ├── Francesco (1519-1565), conte d'Enghien
     │   │   │   │   │   │   │   │ 
     │   │   │   │   │   │   │   ├── Maddalena (1521-1561)
     │   │   │   │   │   │   │   │ 
     │   │   │   │   │   │   │   ├── Luigi (1522-1525)
     │   │   │   │   │   │   │   │ 
     │   │   │   │   │   │   │   ├── 
Carlo
 (1523-1590)
     │   │   │   │   │   │   │   │ 
     │   │   │   │   │   │   │   ├── Caterina (1525-1594)
     │   │   │   │   │   │   │   │ 
     │   │   │   │   │   │   │   ├── Renata (1527-1583)
     │   │   │   │   │   │   │   │ 
     │   │   │   │   │   │   │   ├── Giovanni (1528-1557), conte di Soissons
     │   │   │   │   │   │   │   │ 
     │   │   │   │   │   │   │   ├── Eleonora (1532-1611)
     │   │   │   │   │   │   │   │ 
     │   │   │   │   │   │   │   └── 
Luigi
 (1535-1569), 
principe di Condé

     │   │   │   │   │   │   │       =  Eleonora di Roye (1535-1564)
     │   │   │   │   │   │   │       │ 
     │   │   │   │   │   │   │       └── 
Borbone-Condé

     │   │   │   │   │   │   │
     │   │   │   │   │   │   ├── Giacomo (1490-1491)
     │   │   │   │   │   │   │
     │   │   │   │   │   │   ├── 
Francesco
 (1491-1545), conte di Saint Pol
     │   │   │   │   │   │   │
     │   │   │   │   │   │   ├── Luigi (1493-1557)
     │   │   │   │   │   │   │
     │   │   │   │   │   │   ├── 
Antonia
 (1493-1583)
     │   │   │   │   │   │   │   = 
Claudio I di Guisa
 (1496-1550)
     │   │   │   │   │   │   │
     │   │   │   │   │   │   └── Luisa (1495-1575)
     │   │   │   │   │   │
     │   │   │   │   │   ├── 
Luigi
, principe di 
La Roche-sur-Yon

     │   │   │   │   │   │   = 
Luisa di Borbone-Montpensier
 (1482-1561)
     │   │   │   │   │   │   │
     │   │   │   │   │   │   └── 
Borbone-Vendôme-Montpensier

     │   │   │   │   │   │
     │   │   │   │   │   ├──  Giovanna
     │   │   │   │   │   │   = Louis de Joyeuse
     │   │   │   │   │   │
     │   │   │   │   │   ├── Caterina
     │   │   │   │   │   │   = Gilbert de Chabannes
     │   │   │   │   │   │
     │   │   │   │   │   ├── Giovanna
     │   │   │   │   │   │   = 
Giovanni II di Borbone

     │   │   │   │   │   │   = 
Giovanni III d'Auvergne

     │   │   │   │   │   │
     │   │   │   │   │   ├── Carlotta, 
     │   │   │   │   │   │   = Engilbert de Clèves, 
conte di Nevers

     │   │   │   │   │   │
     │   │   │   │   │   ├── Renata
     │   │   │   │   │   │
     │   │   │   │   │   └── Isabella
     │   │   │   │   │
     │   │   │   │   └── Caterina
     │   │   │   │
     │   │   │   ├── Jean, signore di 
Carency

     │   │   │   │
     │   │   │   ├── Anne
     │   │   │   │   = 
Giovanni II di Berry
, 
conte di Montpensier

     │   │   │   │   = 
Ludovico VII di Baviera

     │   │   │   │
     │   │   │   ├── Maria
     │   │   │   │
     │   │   │   └── Carlotta, 
     │   │   │       = 
Giano I
, 
re di Cipro

     │   │   │
     │   │   └── Jacques (1346-1417), signore di Préaux.
     │   │
     │   └── Béatrice (1320-1383)
     │        = 
Giovanni I di Boemia
 (+1346)
     │       = Oddone II di Grancey (+1389)
     │
     ├── Bianca (1281-1304)
     │
     ├── 
Jean
 (1283-1316), signore di Charolais
     │
     ├── Maria (1285-1372)
     │
     ├── Pietro (1287-1330)
     │
     └── Margherita (1289-1309)
```

### Borbone-Condé
```
Carlo IV di Borbone-Vendôme
 (1489–1537)
= Francesca di Alençon
│
├── 
Antonio di Borbone-Vendôme
 (1518-1562)
│   = 
Giovanna III di Navarra
 (1528-1572)
│   │ 
│   └── 
Enrico IV
 (1553-1610)
│       = 
Maria de' Medici

│       │ 
│       └── 
Borbone-Francia

│
└── 
Luigi I
 (1530-1569)
    = Eleonora di Roye (1535-1564)
    │ 
    ├── 
Enrico I
 (1552–1588), principe di Condé
    │   = Maria di Clèves (1551–1574)
    │   = Carlotta de la Trémoille
    │   │ 
    │   ├── Eleonora di Borbone-Condè (1587-1619)
    │   │   = 
Filippo Guglielmo d'Orange
 (1554-1618)
    │   │ 
    │   └── 
Enrico II
 (1588-1646), principe di Condé
    │       = 
Carlotta Margherita di Montmorency
 (1594-1650) 
    │       │
    │       ├── 
Anna Genoveffa di Borbone-Condé
 (1619-1679), duchessa di Longueville
    │       │   = 
Enrico II di Orléans-Longueville
 (1595-1663)
    │       │
    │       ├── 
Luigi II
 (1621–1686), principe di Condé
    │       │   = Claire Clémence de Maillé Bréz
    │       │   │
    │       │   ├── 
Enrico III
 (1643-1709), principe di Condé
    │       │   │   = 
Anna Enrichetta del Palatinato
 (1648–1723)
    │       │   │   │
    │       │   │   ├── Enrico (1667-1670)
    │       │   │   │
    │       │   │   ├── 
Luigi III
 (1668-1710), principe di Condé 
    │       │   │   │   = 
Luisa Francesca di Borbone-Francia
 (1673-1743)
    │       │   │   │   │
    │       │   │   │   ├── Maria Anna (1690–1760)
    │       │   │   │   │
    │       │   │   │   ├── 
Luigi Enrico
 (1692,1740), principe de Condé
    │       │   │   │   │   = 
Maria Anna di Borbone-Conti
 (1689–1720)
    │       │   │   │   │   = 
Carolina d'Assia-Rotenburg
 (1714–1741)
    │       │   │   │   │   │
    │       │   │   │   │   └── 
Luigi Giuseppe
 (1736–1818)
    │       │   │   │   │       = Carlotta di Rohan-Soubise (1737-1760)
    │       │   │   │   │       │
    │       │   │   │   │       ├── 
Luigi Enrico Giuseppe
 (1756–1830), principe di Condé
    │       │   │   │   │       │   = 
Batilde di Borbone-Orléans
 (1750-1822)
    │       │   │   │   │       │   │
    │       │   │   │   │       │   └── 
Luigi Enrico
 duca d'Enghien (1772 – 1804) 
    │       │   │   │   │       │
    │       │   │   │   │       ├── Maria (1756–1759)
    │       │   │   │   │       │
    │       │   │   │   │       └── 
Luisa Adelaide
 (1757–1824)
    │       │   │   │   │
    │       │   │   │   │       = 
Maria Caterina Brignole-Sale
 (1737–1813)
    │       │   │   │   │
    │       │   │   │   ├── 
Luisa Elisabetta
 (1693-1775)
    │       │   │   │   │   = 
Luigi Armando II di Borbone-Conti
 (1695-1727)
    │       │   │   │   │
    │       │   │   │   ├── 
Luisa Anna
 (1695-1758)
    │       │   │   │   │
    │       │   │   │   ├── 
Maria Anna
 (1697–1741)
    │       │   │   │   │   = Louis de Melun, duca di Joyeuse
    │       │   │   │   │
    │       │   │   │   ├── Carlo, conte di Charolais (1700–1760)
    │       │   │   │   │
    │       │   │   │   ├── Enrichetta (1703–1772)
    │       │   │   │   │
    │       │   │   │   ├── 
Elisabetta Alessandrina
 (1705–1765)
    │       │   │   │   │
    │       │   │   │   └── 
Luigi
 (1709-1771), conte di 
Clermont-en-Argonne

    │       │   │   │
    │       │   │   ├── Enrico conte de Clermont (1672–1675)
    │       │   │   │
    │       │   │   ├── Luigi Enrico, conte della Marca (1673–1675)
    │       │   │   │
    │       │   │   ├── 
Maria Teresa
 (1666–1732)
    │       │   │   │   = 
Francesco Luigi di Borbone-Conti
 (1664-1709)
    │       │   │   │
    │       │   │   ├── Anna di Borbone-Condé (1670–1675)
    │       │   │   │
    │       │   │   ├── Anna Maria Vittoria (1675–1700)
    │       │   │   │
    │       │   │   ├── 
Anna Luisa
 (1676–1753)
    │       │   │   │   = 
Luigi Augusto
, duca del 
Maine
 (1670-1736)
    │       │   │   │
    │       │   │   └── 
Maria Anna
 (1678–1718)
    │       │   │       = 
Luigi Giuseppe di Borbone-Vendôme
 (1654-1712)
    │       │   │
    │       │   └── Luigi (1652–1653)
    │       │
    │       └── 
Armando di Borbone-Conti
 (1629–1666), principe di Conti
    │           = Anna Maria Martinozzi-Mancini (1639 – 1672)
    │           │
    │           └── 
Borbone-Conti

    │ 
    ├── Carlo, conte di Valéry (1557-1558) 
    │ 
    ├── 
Francesco
 (1558–1614), principe di Conti, 
    │ 
    ├── Luigi, conte di Anisy (1562-1563) 
    │ 
    └── Carlo II di Borbone (1562–1594)
```

```
    = Eleonora di Orléans-Rothelin (1549-1601)
    │ 
    ├── Margherita (1556-?)
    │ 
    ├── Maddalena (1563-1563) 
    │ 
    ├── Caterina (1564-?)
    │ 
    ├── 
Carlo di Borbone-Soissons
, conte di Soissons (
1566
 – 
1612
)
    │   =  Anna di Montafia (1577–1644)
    │   │ 
    │   ├── Luisa di Borbone-Condé
    │   │ 
    │   ├── Luigi Borbone-Condé (1604–1641)
    │   │ 
    │   └── 
Maria di Borbone-Soissons
 (1606-1692)
    │       = 
Tommaso Francesco di Savoia
 
    │ 
    ├── Luigi, (1567-1568)
    │ 
    └── Beniamino (1569-1573)
```

### Borbone-Conti
```
Carlo IV di Borbone-Vendôme
 (1489–1537)
= Francesca di Alençon
│
├── 
Antonio di Borbone-Vendôme
 (1518-1562)
│   = 
Giovanna III di Navarra
 (1528-1572)
│   │ 
│   └── 
Enrico IV
 (1553-1610)
│       = 
Maria de' Medici

│       │ 
│       └── 
Borbone-Francia

│
└── 
Luigi I
 (1530-1569)
    = Eleonora di Roye (1535-1564)
    │ 
    ├── 
Enrico I
 (1552–1588), principe di Condé
    │   = Maria di Clèves (1551–1574)
    │   = Carlotta de la Trémoille
    │   │ 
    │   ├── Eleonora di Borbone-Condè (1587-1619)
    │   │   = 
Filippo Guglielmo d'Orange
 (1554-1618)
    │   │ 
    │   └── 
Enrico II
 (1588-1646), principe di Condé
    │       = 
Carlotta Margherita di Montmorency
 (1594-1650) 
    │       │
    │       ├── 
Anna Genoveffa di Borbone-Condé
 (1619-1679), duchessa di Longueville
    │       │   = 
Enrico II di Orléans-Longueville
 (1595-1663)
    │       │
    │       ├── 
Luigi II
 (1621–1686), principe di Condé
    │       │   = Claire Clémence de Maillé Bréz
    │       │   │
    │       │   └── 
Borbone-Condé

    │       │
    │       └── 
Armando di Borbone-Conti
 (1629–1666), principe di Conti
    │           = Anna Maria Martinozzi-Mancini (1639 – 1672)
    │           │
    │           ├── 
Luigi Armando I
, (1661–1685), principe di Conti
    │           │   = 
Maria Anna di Borbone-Francia
 (1666–1739)
    │           │
    │           └── 
Francesco Luigi
 (1664–1709), principe di Conti
    │               = 
Maria Teresa di Borbone-Condé
 (1666-1732)
    │               │
    │               ├── ? (1693)
    │               │
    │               ├── figlio (1694 – 1698), principe di La Roche-sur-Yon 
    │               │
    │               ├── 
Maria Anna
 (1689-1720)
    │               │   = 
Luigi-Enrico di Borbone-Condé
 (1692-1740) 
    │               │
    │               ├── 
Luigi Armando II
 (1695-1727), principe di Conti
    │               │   = 
Luisa Elisabetta di Borbone-Condé
 (1693 – 1775)
    │               │   │
    │               │   ├── 
Luigi Francesco
 (1717–1776), principe di Conti
    │               │   │   = 
Luisa Diana di Borbone-Orléans
 (1716 – 1736)
    │               │   │   │
    │               │   │   └── 
Luigi Francesco
 (1734 – 1814), principe di Conti
    │               │   │       = 
Maria Fortunata d'Este
 (1731–1803)
    │               │   │ 
    │               │   └── 
Luisa Enrichetta
 (1726–1759)
    │               │       = 
Luigi Filippo I di Borbone-Orléans
 (1725 – 1785).
    │               │
    │               ├──  Luisa Adelaide (1696-1750)
    │               │
    │               ├── figlia (1697 – 1699)
    │               │
    │               └── Luigi Francesco (1703-1704), conte d'Alais.
    │ 
    ├── Carlo, conte di Valéry (1557-1558) 
    │ 
    ├── 
Francesco
 (1558–1614), principe di Conti, 
    │ 
    ├── Luigi, conte di Anisy (1562-1563) 
    │ 
    └── Carlo II di Borbone (1562–1594)
```

```
    = Eleonora di Orléans-Rothelin (1549-1601)
    │ 
    ├── Margherita (1556-?)
    │ 
    ├── Maddalena (1563-1563) 
    │ 
    ├── Caterina (1564-?)
    │ 
    ├── 
Carlo di Borbone-Soissons
, conte di Soissons (
1566
 – 
1612
)
    │   =  Anna di Montafia (1577–1644)
    │   │ 
    │   ├── Luisa di Borbone-Condé
    │   │ 
    │   ├── Luigi Borbone-Condé (1604–1641)
    │   │ 
    │   └── 
Maria di Borbone-Soissons
 (1606-1692)
    │       = 
Tommaso Francesco di Savoia
 
    │ 
    ├── Luigi, (1567-1568)
    │ 
    └── Beniamino (1569-1573)
```

### Re di Francia (1589-1715)
```
Antonio di Borbone-Vendôme
 (1518-1562)
= 
Giovanna III di Navarra
 (1528-1572)
│ 
└── 
Enrico IV
 (1553-1610)
    = 
Margherita di Valois

    = 
Maria de' Medici

    │
    ├── 
Luigi XIII
 (1601-1643)
    │      = 
Anna d'Austria
 (1601-1666)
    │      │
    │      ├── 
Luigi XIV
 (1638-1715)
    │      │   = 
Maria Teresa di Spagna
 (1638-1683)
    │      │   │
    │      │   ├── 
Luigi
 (1661-1711), Delfino di Francia
    │      │   │    = 
Maria Anna di Baviera
 (1660-1690)
    │      │   │   │
    │      │   │   ├── 
Luigi
 (1682-1712), Delfino di Francia
    │      │   │   │   = 
Maria Adelaide di Savoia
 (1685 – 1712)
    │      │   │   │
    │      │   │   ├── 
Filippo V di Spagna
 (1683–1746), già Duca d'Angiò
    │      │   │   │   = 
Maria Luisa di Savoia
 (1688-1714)
    │      │   │   │   = 
Elisabetta Farnese
 (1692-1766)
    │      │   │   │   │
    │      │   │   │   ├── 
Borbone di Spagna

    │      │   │   │   │
    │      │   │   │   ├── 
Borbone di Napoli

    │      │   │   │   │
    │      │   │   │   └── 
Borbone di Parma

    │      │   │   │
    │      │   │   └── 
Carlo
, 
Duca d'Alençon
 (1686-1714)
    │      │   │       = 
Maria Luisa Elisabetta di Borbone-Orléans
 (1695-1719)
    │      │   │
    │      │   ├── Anna Elisabetta (1662) 
    │      │   │
    │      │   ├── Maria Anna (1664)
    │      │   │
    │      │   ├── Maria Teresa (1667-1672)
    │      │   │
    │      │   ├── Filippo (1668–1671)
    │      │   │
    │      │   └── Luigi Francesco (1672)
    │      │
    │      │   = 
Louise de La Vallière
 (1644-1710)
    │      │   │
    │      │   ├── Carlo (1663)
    │      │   │
    │      │   ├── Filippo (1665–1666)
    │      │   │
    │      │   ├── Luigi (1665–1666)
    │      │   │
    │      │   ├── figlia
    │      │   │
    │      │   ├── 
Maria Anna
 (1666–1739)
    │      │   │   = 
Luigi-Armando I di Borbone-Conti
 (1661–1685)
    │      │   │
    │      │   └── 
Luigi
 (1667–1683), conte di Vermandois
    │      │
    │      │   = 
Françoise-Athénaïs di Montespan
 (1640-1707)
    │      │   │
    │      │   ├── figlio (1669)
    │      │   │
    │      │   ├── figlia (1669–1672)
    │      │   │
    │      │   ├── 
Luigi Augusto
 (1670–1736), duca del Maine
    │      │   │   = 
Anna Luisa Benedetta di Borbone-Condé
 (1676-1753)
    │      │   │   │
    │      │   │   ├── figlia (1694)
    │      │   │   │
    │      │   │   ├──  Luigi Costantino, principe de Dombes (1695-1698)
    │      │   │   │
    │      │   │   ├── figlia (1697-1699)
    │      │   │   │
    │      │   │   ├── 
Luigi Augusto
, principe de Dombes (1700-1755)
    │      │   │   │
    │      │   │   ├── 
Luigi Carlo
 conte d'Eu (1701-1775)
    │      │   │   │
    │      │   │   ├──  Carlo duca d'Aumale (1704-1708)
    │      │   │   │
    │      │   │   └──  Luisa Françesca (1707-1743)
    │      │   │
    │      │   ├── Luigi Cesare (1672–1683), conte di Vexin
    │      │   │
    │      │   ├── 
Luisa Francesca
 (1673–1743)
    │      │   │
    │      │   ├── Luisa Maria Anna (1674–1681)
    │      │   │
    │      │   ├── 
Francesca Maria
 (1677–1749)
    │      │   │   = 
Filippo II di Borbone-Orléans
 (1674-1723)
    │      │   │
    │      │   └── 
Luigi Alessandro
 (1678–1737), conte di Tolosa 
    │      │       = Maria di Noailles
    │      │       │
    │      │       └── 
Borbone-Penthièvre

    │      │
    │      └── 
Filippo
 (1640-1701), duca d'Orléans
    │          = 
Enrichetta Anna Stuart
 (1644-1670)
    │          = 
Elisabetta Carlotta del Palatinato
 (1652-1722)
    │          │
    │          └── 
Borbone-Orléans

    │
    ├── 
Elisabetta
 (1602-1644)
    │   = 
Filippo IV di Spagna
 (1605-1665)
    │
    ├── 
Maria Cristina
 (1606-1663)
    │   = 
Vittorio Amedeo I di Savoia
 (1587-1637)
    │
    ├── 
Nicola Enrico
, 
Duca d'Orléans
 (1607-1611)
    │
    ├── 
Gastone d'Orleans
 (1608-1660)
    │   = 
Maria di Borbone-Montpensier
, duchessa di Montpensier (1605-1627)
    │   │
    │   └── 
Anna Maria Luisa d'Orléans
 (1627-1693)
    │
    │   = 
Margherita di Lorena
 (1615-1672)
    │   │
    │   ├── 
Margherita Luisa
 (1645-1721)
    │   │   = 
Cosimo III de' Medici
 (1642-1723)
    │   │
    │   ├── 
Elisabetta
 (1646–1696)
    │   │   = 
Luigi Giuseppe di Guisa
 (1650-1671)
    │   │
    │   ├── 
Francesca Maddalena
 (1648–1664)
    │   │   = 
Carlo Emanuele II di Savoia
 (1634-1675)
    │   │
    │   ├── Giovanni Gastone (1650-1652)
    │   │
    │   └── Maria Anna (1652–1695)
    │
    └── 
Enrichetta Maria
 (1609-1669)
         = 
Carlo I d'Inghilterra
 (1600-1649)
```

```
    = 
Gabrielle d'Estrées
 (1571-1599) 
    │
    └── 
Vendôme
```

### Vendôme (1594-1727)
```
Enrico IV
 (1553-1610)
= 
Maria de' Medici

│ 
└── 
Borbone di Francia
```

```
= 
Gabrielle d'Estrées
 (1571-1599):
│ 
├── 
Cesare
, duca di Vendôme (1594–1665)
│   = Francesca di Lorena (1592–1669)
│    │
│    ├── 
Luigi
 (1612–1669), duca di Vendôme
│    │    = Laura Vittoria Mancini (1636–1657)
│    │    │
│    │    ├── 
Luigi Giuseppe
 (1654-1712),  Duca di Vendôme
│    │    │   =  Anna Maria di Borbone-Condé (1678 – 1718)
│    │    │
│    │    ├── 
Filippo di Borbone-Vendôme
 (1655-1727)
│    │    │
│    │    └── Giulio Cesare (1657-1660) 
│    │
│    ├── 
Francesco di Borbone-Vendôme (1616–1669)
, duca di Beaufort
│    │
│    └── 
Elisabetta di Borbone-Vendôme
 (1614–1664)
│        = 
Carlo Amedeo di Savoia-Nemours
 (1624-1652)
│ 
├── Caterina Enrichetta (1596–1663), mademoiselle de Vendôme
│ 
└── Alessandro (1598–1629), cavaliere di Vendôme
```

### Borbone-Penthièvre (1678-1821)
```
Luigi XIV
 (1638-1715)
  = 
Maria Teresa di Spagna
 (1638-1683)
  │
  └──  
Borbone di Francia
```

```
  = 
Françoise-Athénaïs di Montespan
 (1640-1707)
  │
  ├── figlio (1669)
  │
  ├── figlia (1669–1672)
  │
  ├── 
Luigi Augusto
 (1670–1736), duca del Maine
  │   = 
Anna Luisa Benedetta di Borbone-Condé
 (1676-1753)
  │   │
  │   ├── figlia (1694)
  │   │
  │   ├──  Luigi Costantino, principe de Dombes (1695-1698)
  │   │
  │   ├── figlia (1697-1699)
  │   │
  │   ├── 
Luigi Augusto
, principe de Dombes (1700-1755)
  │   │
  │   ├── 
Luigi Carlo
 conte d'Eu (1701-1775)
  │   │
  │   ├──  Carlo duca d'Aumale (1704-1708)
  │   │
  │   └──  Luisa Françesca (1707-1743)
  │
  ├── Luigi Cesare (1672–1683), conte di Vexin
  │
  ├── 
Luisa Francesca
 (1673–1743)
  │
  ├── Luisa Maria Anna (1674–1681)
  │
  ├── 
Francesca Maria
 (1677–1749)
  │   = 
Filippo II di Borbone-Orléans
 (1674-1723)
  │
  └── 
Luigi Alessandro
 (1678–1737), conte di Tolosa 
      = Maria di Noailles (1688-1766)
      │
      └── 
Luigi Giovanni
, duca di Penthièvre (1725-1793)
          = 
Maria Teresa d'Este
 (1726-1754)
          │
          ├──  Luigi Maria di Borbone (1746)
          │
          ├── 
Luigi Alessandro
 (1747-1768), principe di Lamballe
          │   = 
Maria Teresa Luisa di Savoia-Carignano
 (1749-1792)
          │
          ├──  Giovanni Maria (1748-1768), duca di Chateauvillain
          │
          ├──  Vincenzo Maria Luigi (1750-1752), conte di Guingamp
          │
          ├── Maria Luisa (1751-1753)
          │
          └── 
Luisa Maria Adelaide
 (1753-1821)
              = 
Luigi Filippo II di Borbone-Orléans
 (1747-1793)
```

### Re di Francia (1715-1830)
```
Luigi
 (1682-1712), Delfino di Francia
= 
Maria Adelaide di Savoia
 (1685–1712)
│ 
├── Luigi, duca di Bretagna (1704-1705)
│ 
├── 
Luigi
, duca di Bretagna (1707-1712)
│ 
└── 
Luigi XV di Francia
 (1710-1774) 
    = 
Maria Leszczyńska
 (1703-1768)
   │ 
   ├── 
Luisa-Elisabetta
 (1727-1759)
   │   = 
Filippo I di Parma
 (1720-1765)
   │ 
   ├── 
Enrichetta Anna
 (1727-1752)
   │ 
   ├──  Maria Luisa ([1728-1733)
   │ 
   ├── 
Luigi
 (1729-1765)
   │   = 
Maria Teresa Raffaella di Borbone-Spagna
 (1726–1746) 
   │   │ 
   │   └── Maria Teresa (1746–1748)
   │
   │   = 
Maria Giuseppina di Sassonia
 (1731-1767)
   │   │ 
   │   ├── Maria-Zeffira (1750–1755)
   │   │ 
   │   ├── Luigi, duca di Borgogna (1751–1761)
   │   │ 
   │   ├── Saverio, duca di Aquitania (1753–1754)
   │   │ 
   │   ├── 
Luigi XVI di Francia
 (1754–1793)
   │   │   = 
Maria Antonietta d'Asburgo-Lorena
 (1755-1793)
   │   │   │ 
   │   │   ├── 
Maria Teresa
 (1778-1851)
   │   │   │   = 
Luigi Antonio
 (1775-1844), duca di Angoulême
   │   │   │ 
   │   │   ├── 
Luigi Giuseppe
 (1781-1789), Delfino di Francia
   │   │   │ 
   │   │   ├── 
Luigi XVII di Francia
 (1785-1795)
   │   │   │ 
   │   │   └── 
Sofia Elena
 (1786-1787)
   │   │ 
   │   ├── 
Luigi XVIII di Francia
 (1755–1824)
   │   │   = 
Maria Giuseppina di Savoia
 (1753-1810)
   │   │ 
   │   ├── 
Carlo X di Francia
 (1757–1836)
   │   │   = 
Maria Teresa di Savoia
 (1756-1805)
   │   │   │
   │   │   ├── 
Luigi XIX
 (1775–1844)
   │   │   │   = 
Maria Teresa
 (1778-1851)
   │   │   │
   │   │   ├── Sofia (1776–1783)
   │   │   │
   │   │   ├── 
Carlo di Borbone-Francia (1778-1820)
 (1778–1820)
   │   │   │   = 
Carolina di Borbone-Due Sicilie
 (1798-1870)
   │   │   │   │
   │   │   │   ├── 
Luisa Maria di Borbone-Francia
 (1819-1864)
   │   │   │   │   = 
Carlo III di Parma
 (1823-1854)
   │   │   │   │
   │   │   │   └── 
Enrico V
 (1820-1883)
   │   │   │       = 
Maria Teresa d'Asburgo-Este
 (1817-1886)
   │   │   │
   │   │   └── Maria Teresa (1783)
   │   │ 
   │   ├── 
Maria Clotilde
 (1759–1802)
   │   │   = 
Carlo Emanuele IV di Savoia
 (1751-1819)
   │   │ 
   │   └── 
Elisabetta
 (1764–1794)
   │ 
   ├── Filippo (1730-1733)
   │ 
   ├── 
Adelaide
 (1732-1800)
   │ 
   ├── 
Vittoria
 (1733-1799)
   │ 
   ├── 
Sofia
 (1734-1782)
   │ 
   ├── Teresa (1736-1744)
   │ 
   └── 
Luisa
 (1737-1787)
```

### Orléans (1640-1848)
```
 
Luigi XIII
 (1601-1643)
 = 
Anna d'Austria
 (1601-1666)
 │
 ├── 
Luigi XIV
 (1638-1715)
 │   = 
Maria Teresa di Spagna
 (1638-1683)
 │   │
 │   └── 
Borbone-Francia

 │
 └── 
Filippo
 (1640-1701), duca d'Orléans
     = 
Enrichetta Anna Stuart
 (1644-1670)
     │
     ├── 
Maria Luisa
 (1662-1689)
     │   = 
Carlo II di Spagna
 (1661-1700)
     │
     ├── Filippo Carlo, duca di Valois, (1664-1666)
     │
     ├── ? (1665)
     │
     └── 
Anna Maria d'Orléans
 (1669-1728)
         = 
Vittorio Amedeo II di Savoia
 (1666-1732), Re di Sardegna
```

```
     = 
Elisabetta Carlotta del Palatinato
 (1652-1722)
     │
     ├── Alessandro Luigi (1673 – 1676), duca di Valois
     │
     ├── 
Filippo II d'Orléans
 (1674 – 1723)
     │   = 
Francesca Maria di Borbone-Francia
 (1677-1749)
     │   │
     │   ├── Mademoiselle de Valois (1693–1694)
     │   │
     │   ├── 
Maria Luisa Elisabetta
 (1695–1719) 
     │   │   = 
Carlo di Borbone-Francia

     │   │
     │   ├── 
Luisa Adelaide
 (1698–1743)
     │   │
     │   ├── 
Carlotta Aglaia
 (1700–1761)
     │   │   = 
Francesco III d'Este
 (1698-1780)
     │   │
     │   ├── 
Luigi
, Duca di Orléans (1703–1752)
     │   │   = 
Augusta Maria Giovanna di Baden-Baden
  (1704–1726)
     │   │   │
     │   │   ├── 
Luigi Filippo I
 (1725-1785)
     │   │   │   = 
Luisa Enrichetta di Borbone-Conti
 (1726-1759)
     │   │   │   │
     │   │   │   ├── 
Luigi Filippo II di Borbone-Orléans
 (1747-1793)
     │   │   │   │   = 
Luisa Maria Adelaide di Borbone-Penthièvre
 (1753–1821)
     │   │   │   │   │
     │   │   │   │   ├── 
Luigi Filippo I
 (1773-1850), Duca d'Orléans, Re dei francesi (1830-1848)
     │   │   │   │   │
     │   │   │   │   ├── 
Antonio Filippo
 (1775-1807), Duca di Montpensier
     │   │   │   │   │
     │   │   │   │   ├── 
Adelaide
 (1777-1847)
     │   │   │   │   │
     │   │   │   │   ├── bambina (1777-1782)
     │   │   │   │   │
     │   │   │   │   └── 
Luigi Carlo Alfonso
, (1779-1808) Conte di Beaujolais
     │   │   │   │
     │   │   │   └── 
Batilde
  (1750-1822)
     │   │   │       = 
Luigi-Enrico-Giuseppe di Borbone-Condé
 (1756 –1830), Principe di Condé 
     │   │   │
     │   │   └── Luisa Maria (1726-1728)
     │   │
     │   ├── 
Luisa Elisabetta
 (1709–1742)
     │   │   = 
Luigi I di Spagna
 (1707-1724)
     │   │
     │   ├── 
Filippa Elisabetta di Borbone-Orléans
 (1714–1734)
     │   │
     │   └── 
Luisa Diana
 (1716–1736)
     │       = 
Luigi Francesco di Borbone-Conti
 (1717-1776)
     │ 
     └── 
Elisabetta Carlotta
 (1676–1744)
         = 
Leopoldo di Lorena
 (1679-1629)
```

### Orléans (1848-...)
```
Luigi Filippo I
 (1773-1850), Duca d'Orléans, Re dei francesi (1830-1848)
= 
Maria Amalia di Borbone-Due Sicilie
 (1782-1866)
 │
 ├── 
Ferdinando Filippo
 (1810-1842), duca di Chartres, duca d'Orléans
 │   = 
Elena di Meclemburgo-Schwerin
 (1814-1858)
 │   │
 │   ├── 
Luigi Filippo ALberto
 
(1838-1894), Conte di Parigi 
 │   │   = 
Maria Isabella d'Orléans
 (1848-1919) 
infanta di Spagna

 │   │   │
 │   │   ├── 
Amelia
 (1865-1951) 
 │   │   │   = 
Carlo I del Portogallo
  (1863-1908)
 │   │   │
 │   │   ├── 
Luigi Filippo Roberto
 (1869-1926), conte di Parigi
 │   │   │   = Maria Dorotea d'Austria (1867-1932)
 │   │   │
 │   │   ├── 
Elena
 (1871-1951)
 │   │   │   = 
Emanuele Filiberto di Savoia-Aosta
 (1869-1931), duca d'Aosta
 │   │   │
 │   │   ├── Carlo Filippo (1875)
 │   │   │
 │   │   ├── 
Isabella
 (1878-1961) 
 │   │   │   = 
Giovanni di Guisa
 (1874-1940)
 │   │   │
 │   │   ├── Giacomo Maria Clemente (1880-1881)
 │   │   │
 │   │   ├── 
Luisa
 (1882-1958)
 │   │   │   = 
Carlo Tancredi di Borbone-Due Sicilie
 (1870-1949), infante di Spagna 
 │   │   │
 │   │   └── 
Ferdinando
 (1884-1924), duca di Montpensier
 │   │       = Marie-Isabelle Gonzalez de Olaneta e Ibarreta (1897-1958), marchesa di Valdeterrazzo
 │   │
 │   └── 
Roberto
 (1840-1910), Duca di Chartres
 │       = 
Francesca Maria d'Orléans
 (1844-1925)
 │       │
 │       ├── 
Maria
 (1865-1909)
 │       │   = 
Valdemaro di Danimarca
 (1858-1939)
 │       │
 │       ├── Roberto (1866-1885) 
 │       │
 │       ├── 
Enrico
 (1867-1901) 
 │       │
 │       ├── Margherita (1869-1940)
 │       │   = Armand de Mac-Mahon duca di Magenta (+
1927
)
 │       │
 │       └── 
Giovanni
 (1874-1940), Duca di Guisa
 │           = 
Isabella d'Orléans
 (1878-1961)
 │           │
 │           ├── Isabella d'Orléans (1900-1983)
 │           │   = 
Bruno d'Harcourt
 (1899-1930)
 │           │   = Pierre Murat (1900-1948)
 │           │
 │           ├── 
Francesca d'Orléans
 (1902-1953) 
 │           │   = 
Cristoforo di Grecia
 (1889-1940)
 │           │
 │           ├── 
Anna
 (1906-1986) 
 │           │   = 
Amedeo di Savoia-Aosta
, duca d'Aosta 
 │           │
 │           └── 
 
Enrico
 (1908-1999), conte di Parigi
 │               = 
Isabella d'Orléans-Braganza
 (1911-2003)
 │               │
 │               ├── Isabella d'Orléans (1932-viv.) 
 │               │   = Friedrich-Karl di Schönborn-Buchheim (1938)
 │               │
 │               ├── Enrico (1933-2019), conte di Parigi e duca di Francia
 │               │   = Maria Teresa di Württemberg (1934-viv.)
 │               │   │ 
 │               │   ├── Maria Isabella (1959-viv.)
 │               │   │   = Guntakar von Liechtenstein (1949-viv.)
 │               │   │ 
 │               │   ├── Francesco (1961-2017), conte di Clermont
 │               │   │ 
 │               │   ├── Bianca (1963-viv.)
 │               │   │ 
 │               │   ├── Giovanni (1965-viv.), Duca di Vendôme
 │               │   │   = Philomena de Tornos y Steinhart (1977-viv.)
 │               │   │ 
 │               │   └── Eudes (1968-viv.), duca di Angouleme
 │               │       = Marie-Liesse de Rohan-Chabot
 │               │       │ 
 │               │       ├── Thérèse (2001-viv.)
 │               │       │ 
 │               │       └── Pierre (2003-viv.)
 │               │
 │               ├── Elena d'Orléans (1934-viv.)
 │               │   = Évrard di Limburgo-Stirum (1927-2001)
 │               │
 │               ├── Francesco d'Orléans (1935-1960), duca d'Orléans
 │               │
 │               ├── Anna d'Orléans (1938-viv.)
 │               │   = 
Carlo Maria di Borbone-Due Sicilie
 (1938-2015), Duca di Calabria
 │               │
 │               ├── Diana d'Orléans (1940-viv.)
 │               │   = Carlo Maria di Württemberg (1936-viv.), duca di Württemberg
 │               │
 │               ├── 
Michele
 (1941-viv.), conte d'Évreux
 │               │   = Beatrice de Pasquier de Franclieu (1941-viv.)
 │               │   │ 
 │               │   ├── Clotilde (1968-viv.)
 │               │   │ 
 │               │   ├── Adelaide (1971-viv.)
 │               │   │ 
 │               │   ├── 
Carlo Filippo
 (1973-viv.), duca d'Angiò
 │               │   │ 
 │               │   └── Francesco Carlo (1982-viv.)
 │               │
 │               ├── Giacomo d'Orléans (1941), duca d'Orléans
 │               │   = Gersende di Sabran-Pontevès (1942-viv.)
 │               │   │ 
 │               │   ├── Diana (1970-viv.)
 │               │   │ 
 │               │   ├── Carlo Luigi (1971-viv.), duca di Chartres
 │               │   │   = Ileana Manos
 │               │   │   │ 
 │               │   │   ├── Filippo (1998-viv.) 
 │               │   │   │ 
 │               │   │   ├── Luisa (1999-viv.) 
 │               │   │   │ 
 │               │   │   ├── Elena (2001-viv.) 
 │               │   │   │ 
 │               │   │   ├── Costantino (2003-viv.) 
 │               │   │   │ 
 │               │   │   └── Isabella (2005-viv.) 
 │               │   │ 
 │               │   └── Folco (1982-viv.), conte d'Eu
 │               │
 │               ├── 
Claudia d'Orléans
 (1943-viv.)
 │               │   = 
Amedeo di Savoia
 (1943-viv.), duca d'
Aosta

 │               │
 │               ├── Chantal d'Orléans (1946-viv.)
 │               │   = Francois-Xavier de Sambucy de Sorgue
 │               │
 │               └── 
Thibaut
 (1948-1983), conte di la Marche
 │                   = Marion Gordon-Orr (1942-viv.)
 │                   │
 │                   ├── Roberto (1976-viv.), conte di La Marche
 │                   │
 │                   └── Luigi Filippo (1979-1980)
 │
 ├── 
Luisa
 (1812-1850)
 │   = 
Leopoldo I del Belgio
 (1790-1865) 
 │
 ├── 
Maria
 (1813-1839)
 │   = 
Alessandro di Württemberg
 (1804-1881)
 │
 ├── 
Luigi
 (1814-1896), duca di Nemours
 │   = 
Vittoria di Sassonia-Coburgo-Kohary

 │   │
 │   ├── 
Gastone d'Orléans (1842-1922)
, conte d'Eu
 │   │   = 
Isabella di Braganza
 (1846-1921)
 │   │   │
 │   │   └── 
Orléans-Braganza

 │   │
 │   ├── 
Ferdinando d'Orléans
 (1844-1922), duca d'Alençon
 │   │   = 
Sofia Carlotta di Baviera
 (1847-1897)
 │   │   │
 │   │   ├── 
Luisa Vittoria
 (1869–1952)
 │   │   │   = 
Alfonso di Baviera
 (1862–1933)
 │   │   │
 │   │   └── 
Emanuele
 (1872–1931), duca di Vendôme
 │   │       = 
Enrichetta del Belgio
 (1870-1948)
 │   │       │
 │   │       ├── Maria Luisa (1897-1973)
 │   │       │   =  Filippo di Borbone-Due Sicilie (1885-1949)
 │   │       │
 │   │       ├── Sofia (1898-1928)
 │   │       │
 │   │       ├── Genoveffa (1901-1983)
 │   │       │   =  Antonio di Chaponay-Morance (1893-1993)
 │   │       │
 │   │       └── Carlo Filippo (1905-1970), duca di Nemours, di Vendôme e d'Alençon
 │   │           = Margherita Watson (1899-1993)
 │   │
 │   ├── 
Margherita Adelaide
 (1846-1893)
 │   │   = 
Władysław Czartoryski
 (1828-1894)
 │   │
 │   └── Bianca d'Orléans (1857-1932)
 │
 ├── Francesca (1816-1818)
 │
 ├── 
Clementina
 (1817-1907)
 │   = 
Augusto di Sassonia-Coburgo-Kohary

 │
 ├── 
Francesco
 (1818-1900), principe di Joinville
 │   = 
Francesca di Braganza
 (1824-1898)
 │   │
 │   ├── 
Francesco Maria
 (1844-1925) 
 │   │   = 
Roberto d'Orléans
 (1840-1910), duca di Chartres.
 │   │
 │   └── Pietro (1845-1919), duca di Penthièvre.
 │
 ├── Carlo (1820-1828), duca di Penthièvre
 │
 ├── 
Enrico
 (1822-1897), duca d'Aumale
 │   = 
Maria Carolina Augusta di Borbone-Due Sicilie
 (1822-1869)
 │   │
 │   ├── Luigi (1845-1866), principe di Condé
 │   │
 │   ├── Enrico (1847-1847), duca di Guisa
 │   │
 │   ├── Francesco (1852-1852), duca di Guisa
 │   │
 │   └── Francesco (1854-1872), duca di Guisa
 │
 └── 
Antonio
 (1824-1890), duca di Montpensier
     = 
Luisa Ferdinanda di Borbone-Spagna
 (1832-1897)
     │
     ├── 
Maria Isabella d'Orléans
 (1848-1919)
     │   = 
Luigi Filippo Alberto d'Orléans
 (1838-1894)
     │
     ├── Maria Amelia (1851-1870)
     │
     ├── Maria Cristina (1852-1879)
     │
     ├── Maria de la Regla d'Orléans (1856-1861)
     │
     ├── ? (1857)
     │
     ├── Fernando d'Orléans (1859-1873)
     │
     ├── 
Mercedes d'Orléans
 (1860-1878)
     │   = 
Alfonso XII di Spagna
 (1857-1885)
     │
     ├── Felipe d'Orléans (1862-1864)
     │
     ├── 
Antonio
 (1866-1930), duca di Galliera
     │   = 
Eulalia
 (1864-1958)
     │   │
     │   ├── 
Alfonso
 (1886 - 1975), duca di Galliera
     │   │   = 
Beatrice di Sassonia-Coburgo-Gotha
 (1884-1966)
     │   │   │
     │   │   ├── Alvaro (1910-1997), duca di Galliera
     │   │   │   = Carla Parodi-Delfino (1909-2000)
     │   │   │   │
     │   │   │   ├── Gerarda (1939-viv.)
     │   │   │   │   =  Harry Saint (1941-viv.)
     │   │   │   │
     │   │   │   ├── Alfonso (1941–1975)
     │   │   │   │   = Emilia Ferrara-Pignatelli 
     │   │   │   │  │ 
     │   │   │   │  └── Alfonso (1968-viv.), duca di Galliera
     │   │   │   │      = Véronique Goeders (1970-viv.)
     │   │   │   │      │
     │   │   │   │      └── 
Alfonso
(1994-viv.)
     │   │   │   │
     │   │   │   ├── Beatrice (1943-viv.)
     │   │   │   │   = Tomasso dei Conti Farini (1938-viv.)
     │   │   │   │
     │   │   │   └── Alvaro-Jaime (1947-viv.)
     │   │   │       = Giovanna San Martino d'Agliè (1945-viv.)
     │   │   │
     │   │   ├── Alfonso (1912-1936)
     │   │   │
     │   │   └── Ataulfo d'Orléans (1913-1974)
     │   │
     │   └── 
Luigi Ferdinando
 (1888 - 1945)
     │        = Marie Say de Broglie (1857-1943)
     │
     └──  Luigi (1867-1874)
```